# Tiger & Bunny
Tiger & Bunny (タイガー＆バニー, Taigā Ando Banī) é um anime original — que depois foi adaptado para mangá — da Sunrise, com direção de Keiichi Satou com roteiro escrito por Masafumi Nishida. A série foi transmitida pela primeira vez no Japão em 3 de abril de 2011 na emissora Tokyo MX, com reprises na BS11 e MBS, terminando em 17 setembro de 2011. Possui 25 episódios e dois filmes (The Beginning e The Rising). Com uma forte influência dos filmes e seriados policiais, Barnaby e Kotetsu formam a dupla de super-heróis que dá nome à obra. Tendo como protagonistas os personagens Kaburagi T. Kotetsu e Barnaby Brooks Jr., o anime foi finalizado em 18 de setembro do mesmo ano. A história se passa em Sternbild, uma cidade famosa pelas pessoas que possuem habilidades extraordinárias. Algumas usam os seus poderes para o bem da população e se tornam heróis, mas, por causa do volume de seres superpoderosos, esse tipo de emprego passou a ser bancado por diversas companhias que buscavam divulgar as suas marcas. Essas pessoas agora lutam contra o crime e salvam vidas para usar o logotipo dos patrocinadores, conseguir pontos e ter suas atividades heroicas transmitidas na Hero TV, que escolhe, através de um ranking, o próximo “Rei dos Heróis”.

## Enredo
O anime se passa na fictícia Sternbild, cidade onde existem indivíduos chamados “NEXT” (um acrônimo para Noted Entities with eXtraordinary Talents), pessoas que possuem habilidades especiais. Algumas delas usam os seus poderes para proteger a população, mas, por causa do volume de seres superpoderosos nesse mundo, ser herói tornou-se um emprego bancado por diversas companhias que buscam divulgar as suas marcas.
Eles agora lutam contra o crime e salvam vidas para que possam usar o logotipo dos patrocinadores, conseguir mais pontos e ter suas atividades heroicas transmitidas no popular programa de entretenimento, Hero TV, que escolhe através de um ranking aquele que será conhecido como o “Rei dos Heróis”. Na história acompanhamos os protagonistas Kaburagi T. Kotetsu e Barnaby Brooks Jr., dois personagens que moram na cidade de Sternbild e trabalham como super-heróis por motivos completamente diferentes. Kotetsu sempre pensou em ajudar as outras pessoas, assim como aconteceu com ele, quando foi resgatado pelo Mr. Legend de um assalto a banco.
Depois que sua esposa morreu de uma terrível doença, Kaburagi quase desistiu de continuar a trabalhar como um herói, entretanto, Tomoe o fez prometer que, mesmo após sua morte, ainda trabalharia salvando as pessoas, já que esse era o grande de motivo de se tornar o Wild Tiger. Já o Barnaby busca vingança pela morte de seus pais em um incêndio na noite de Natal causado por mistério grupo de criminosos chamado Ouroboros. Contudo, Brooks Jr. não conseguiu ver o rosto do assassino, porém, ele notou que culpado tinha uma estranha tatuagem de uma serpente comendo o próprio rabo. Desde então, Barnaby passou a treinar arduamente para aumentar suas forças e conseguir a vingança que tanto almeja, para realizar tal desejo, tornou-se um herói.
Por uma ação do destino, esses dois foram obrigados a trabalharem juntos, mesmo possuindo objetivos divergentes, já que Wild Tiger pensa em salvar as pessoas, enquanto Barnaby quer ser o herói número um para chamar a atenção do grupo de assassinos da família Brooks.

## Personagens

### Personagens Principais
Kaburagi T. Kotetsu (鏑木・T・虎徹)
Quando era criança, Kotetsu foi uma das diversas vítimas de um assalto a banco. Durante a ocasião um famoso super-herói, o Mr. Legend, aparece para resgatar as pessoas que ali estavam. Um dos meliantes acabou usando Kaburagi como refém na tentativa de sair do local, contudo, o que ele não esperava era que a criança despertasse suas habilidades NEXT e lhe deu um soco que o tirou do chão, caindo do outro lado do banco. Nesse momento, Kotetsu fica muito assustado com o que acabou de acontecer e entrou em pânico por pensar na possibilidade de ferir alguém, porém, Mr. Legend se aproximou do garoto e disse que aquele poder também poderia ser usado para salvar as pessoas, não somente feri-las. Desse momento em diante o jovem passou a se inspirar no senhor Legend na tentativa de se tornar um herói tão grande quanto ele. Anos depois, Kotetsu se casa e tem uma linda filha, porém, sua esposa acaba morrendo, contudo, ela o fez prometer que continuaria a seguir o sonho que tanto desejava, que continuasse a trabalhar como Wild Tiger para salvar as pessoas e se tornar um grande herói como o seu ídolo. Kaburagi é um homem de pele escura, olhos castanhos e quase sempre é visto à paisana — uma camisa, colete, gravata, calça, sapato, boina, relógio, um comunicador de pulso e uma máscara para esconder sua verdadeira identidade — ou utilizando sua roupa de herói — um traje robótico de cor branca, preta e verde que é a prova de bala, resistente a altas temperaturas e cortes. No anime, sua idade não chegou a ser revelada, porém, ele aparenta possuir trinta anos. Sua habilidade NEXT é o Hundred Power, poder que lhe dá a capacidade de aumentar seus atributos físicos (força, agilidade, visão, etc.) em cem vezes durante cinco minutos, contudo, após esse tempo, ele tem que descansar por uma hora antes para conseguir ativá-lo de novo. Quando utiliza o poder, seu corpo ganha uma aura azul e os seus olhos recebem a mesma coloração.
Barnaby Brooks Jr. (バーナビー・ブルックスJr., Bānabīburukkusu Jr.)
Quando criança, com quatro anos, Barnaby morava com seus pais, famosos cientistas que estudavam o surgimento dos poderes NEXT. Um dia, ele e Albert Maverick — um antigo amigo da família — saíram para comemorar a noite de natal em um shopping da cidade, porém, ao voltarem para casa, Barnaby ficou surpreendido ao encontrar seus pais mortos no chão da sala enquanto a mansão está pegando fogo. Como ficou em choque, não prestou atenção no rosto do assassino que estava próximo dos corpos, contudo, ele percebeu que a pessoa possuía uma tatuagem de uma serpente engolindo o próprio rabo. Foi nesse período que sua habilidade NEXT finalmente surgiu. Daquele dia em diante, o único foco do Barnaby é encontrar o culpado pelo incêndio e a morte dos seus pais, para isso — com a ajuda do Maverick — passou a estudar na principal academia de heróis de Sternbild, onde começou a treinar para conseguir um controle melhor do Hundred Power. Agora um adulto, Brooks Jr. está em busca da melhor colocação no ranking do canal Hero TV, já que seu objetivo é se tornar popular o bastante para atrair a atenção do assassino. Contudo, ele foi forçado a formar uma dupla de super-heróis com o Kotetsu, mesmo possuindo uma personalidade diferente da sua. Como o seu desejo é ser reconhecido pelo público, ele adotou seu próprio nome como codinome heroico e, diferente do Kaburagi, não usa um disfarce para proteger sua identidade. Assim como o Wild Tiger, é possível ver Barnaby de duas maneiras durante a obra: à paisana — vestindo roupas comuns — e no seu uniforme de herói, um traje robótico nas cores branca, vermelha e preta que possui duas antenas, dando ao Barnaby a capacidade de obter informações em tempo real. Contudo, Kotetsu disse que aquilo parecia as orelhas de um coelho, por causa disso, Brooks Jr. ganhou um apelido que ele não suporta: Bunny. Como sua habilidade NEXT é a mesma do Kaburagi, seus atributos físicos (força, agilidade, visão, etc.) também são melhorados em cem vezes durante cinco minutos.

### Heróis
Keith Goodman (キース・グッドマン, Kīsu Guddoman)
Conhecido pelo grande público por seu codinome de herói Sky High, Keith Goodman é um dos personagens que aparecem frequentemente na trama, além de ser considerado o “Rei dos Heróis”, já que dominou o posto de primeiro lugar no ranking da Hero TV diversas vezes. Ele é uma pessoa muito extrovertida, com uma educação impecável, tanto que o seu slogan é “Arigato, soshite arigato” (obrigado e, novamente, obrigado) em agradecimento aos seus fãs e para quem o apoia. Não se sabe muito sobre o seu passado, já que ele nunca contou, porém, Keith já chegou a comentar que a sua habilidade NEXT — a capacidade de controlar o vento — surgiu aos dezoito anos. Sky High é uma pessoa extremamente simpática e amigável, tanto que muitos pensam que toda essa gentileza o torna ingênuo, por conta disso, muitos não o levam a sério. Contudo, ele é uma das pessoas que mais se dedica a ser um herói, já que vive gastando seu tempo livre na patrulha da cidade, garantindo que nenhum crime esteja sendo cometido. Keith Goodman comumente é visto em roupas casuais ou no seu traje: uma calça e um sobretudo nas cores branca e roxa, com detalhes em dourado e as logos da Ustream e Tamashii Nations. Além disso, Goodman usa um capacete para esconder sua identidade e um jetpack, já que sua habilidade NEXT permite a ele manipular o vento, não lhe dá a possibilidade de voar.
Karina Lyle (カリーナ・ライル, Karīna rairu)
Conhecida pelo codinome Blue Rose, Karina Lyle é uma das poucas personagens femininas da obra que trabalha como super-heroína. Diferente dos demais heróis, Karina é uma adolescente que ainda está em seu ensino médio e, assim como diversas jovens, preocupa-se muito com a sua aparência, por isso é normal vê-la maquiada, com o cabelo arrumado, unhas feitas e lindas roupas (além do uniforme escolar). Assim como outros adolescentes, ela vive pensando em seu futuro: ser musicista, tanto que é possível encontrá-la tocando piano em um bar. Mesmo odiando trabalhar com os outros heróis atuantes da cidade de Sternbild, Lyle só continua nesse emprego devido à grande oferta que seus patrocinadores, a Titan Industry, fizeram; ela seria a Blue Rose em troca da ajuda na promoção e divulgação da sua carreira musical. Quando está atuando como heroína, a Blue Rose, boa parte do seu visual é alterado. Seus cabelos loiros ganham uma cor azul e as unhas, íris e a maquiagem também recebem a mesma coloração. Seu traje, um corpete com um grande decote e uma minissaia, possui a logomarca da PEPSI NEX em diversas áreas, inclusive na bota extremamente longa e na tira em sua cabeça. Sua habilidade NEXT é a capacidade de criar e manipular o gelo, seja através das suas mãos ou com o uso das pistolas, que lhe ajudam a controlar e direcionar melhor seu poder.
Pao-Lin Huang (ホァン・パオリン)
Quando os seus poderes NEXT despertaram, os pais de Pao-Lin Huang permitiram que ela morasse em Sternbild, desde que a empresa patrocinadora — a Odysseus Communication — e a sua guardiã cuidassem de todas as suas necessidades, visto que Pao-Lin é a heroína mais jovem da obra, possuindo apenas treze anos quando começou a trabalhar sob o codinome de Dragon Kid. Ela passou a morar em Sternbild com a Natasha enquanto os seus pais continuaram na China. Por não ter uma aparência delicada e feminina como a Blue Rose, Huang geralmente fica incomodada quando tem que se maquiar ou usar longos vestidos, preferindo vestir um grande e confortável macacão amarelo — com mangas longas e listras pretas — e treinar artes marciais, principalmente o kung fu. Quando está vestida como Dragon Kid (ドラゴンキッド, Doragonkiddo), sua roupa é uma das mais chamativas, visto que o traje possui enormes “orelhas” com a logomarca dos seus patrocinadores (Calbee e DMM) e um cajado que lhe auxilia a utilizar seus poderes. O seu traje, que possui muitos detalhes em dourado e vermelho, lembra as vestes xiaolin, porém, ao invés de calça, ela usa uma bermuda verde, camisa amarela e protetores brancos em seus braços e pernas. Sua habilidade NEXT é a capacidade de criar e controlar raios, entretanto, isso não significa que Pao-Lin possui imunidade a ataques que usam a eletricidade.
Nathan Seymour (ネイサン・シーモア, Neisan shīmoa)
Dono da empresa que faz o seu patrocínio — a Helios Energy —, Nathan Seymour é Fire Emblem (ファイアーエムブレム, Faiāemuburemu), um herói com a habilidade NEXT que lhe dá o poder de criar e controlar o fogo. Quando criança, Nathan estudava em um colégio particular só para homens, porém, como sempre demonstrou interesse em coisas femininas, como usar brinco, salto alto e maquiagem, por exemplo, acabava se tornando alvo de piadas na escola, além de apanhar dos garotos mais velhos. Até os próprios pais não mantinham tanto contato com ele devido a sua sexualidade. Foi durante a escola que os seus poderes surgiram e que também passou a tomar o controle da sua vida, não dependendo mais da sua família. Seymour possui uma personalidade extravagante, seja atuando como herói ou não. Boa parte das suas aparições são como Fire Emblem, por esse motivo é comum vê-lo em seu traje que consiste em um collant todo vermelho — com desenhos em amarelo e laranja —, grandes botas, uma capa com detalhes que lembram chamas e uma máscara cobrindo completamente sua face. Além disso, seja trabalhando ou à paisana, Nathan está sempre maquiado, usando batom, com o cabelo arrumado e as unhas pintadas, tudo na cor rosa — sem mencionar algumas das suas roupas casuais, que também possuem a mesma coloração.
Antonio Lopez (アントニオ・ロペス, Antonio Ropesu)
Antonio Lopez é o melhor e mais antigo amigo de Kaburagi T. Kotetsu e, assim como o protagonista, é um herói veterano da cidade de Sternbild. Não se sabe muito do seu passado, além do fato de ser um delinquente e ex-líder de uma gangue. Ele vivia tirando sarro do Kotetsu pelo seu sonho de salvar as pessoas, porém, isso mudou quando o viu enfrentar um incêndio para resgatar alguém. Desde então os dois se tornaram grandes amigos e passaram a trabalhar como heróis em Sternbild, com Kotetsu adorando o codinome de Wild Tiger e o Antonio sob o pseudônimo de Rock Bison (ロックバイソン, Rokkubaison). Lopez é um homem bem confiante do que consegue ou não fazer, possuindo uma lealdade sem igual com os seus companheiros. Sua habilidade NEXT lhe dá a capacidade de endurecer sua pele, tornando-o quase imune a ataques e danos físicos, no entanto, isso não significa que ele possua uma força extraordinária quando seu poder está ativado. Seu traje é uma grossa armadura de metal na cor verde com detalhes em amarelo, além da logomarca do seu patrocinador, Kronos Foods. Esse uniforme é incrivelmente pesado, por isso a empresa patrocinadora utiliza uma “catapulta” para que possa chegar rapidamente ao local do crime. Uma excentricidade dessa roupa são as brocas localizadas nos ombros, dando-lhe a possibilidade de perfurar rochas sólidas com facilidade.
Ivan Karelin (イワン・カレリン, Ivu~an karerin)
Ivan Karelin é um jovem tímido e um pouco inseguro de si. Enquanto estudante na academia de heróis em Sternbild, Ivan não possuía muita confiança de seus poderes, já que sua habilidade NEXT é a metamorfose. Com isso ele consegue assumir a aparência de qualquer um que tenha contato físico, porém, Karelin não pode replicar as habilidades e nem as memórias das pessoas que se transformou. Ao se formar na academia, algumas empresas entraram em contato com ele, contudo, aquela que se tornou sua patrocinadora foi a Helperides Finance, desde então a empresa vive pedindo que o Origami Cyclone (折り紙サイクロン, Origami saikuron) — seu codinome — apareça sempre em frente às câmeras da Hero TV para promovê-los o máximo possível. Como sua habilidade não é ofensiva, sua pontuação no ranking dos heróis é uma das mais baixas, fazendo das suas tímidas aparições na TV sejam somente para a promoção dos patrocinadores. O traje se assemelha às antigas vestes dos samurais, porém, na cor azul. Sua máscara — branca com desenhos em vermelho — lembra muito as máscaras Kabuki usadas por atores japoneses. Como seus poderes NEXT não lhe ajudam a combater o crime igual aos seus compatriotas, Origami Cyclone usa duas espadas para se defender, além da enorme shuriken presa em suas costas que pode ser lançada nos inimigos. No anime, é revelado que Ivan estudou no mesmo colégio do Barnaby na infância.

## Mídias

### Anime
O anime produzido pela Sunrise foi ao ar no Japão entre 3 de abril de 2011 e 17 de setembro de 2011. Também foi transmitido com legendas em inglês em vários sites de streaming, como Hulu , Viz Media e Anime News Network. O anime foi licenciado pela Viz Media na América do Norte e pela Kazé, distribuído pela Manga Entertainment no Reino Unido. Durante os primeiros treze episódios, o tema de abertura foi "Orion wo názoru" (オリオンをなぞる , "Trace of Orion") por Unison Square Garden enquanto o tema de encerramento foi "Hoshi no Sumika" ( 星のすみか , "A Star's Dwelling" ) por Aobouzu. Nos episódios catorze em diante, o tema de abertura é "Missing Link", da Novels, enquanto o tema final é "Mind Game", de Tamaki.
A série começou a ser transmitida nos Estados Unidos e no Canadá online pela Viz Media , Neon Alley , em 2 de outubro de 2012. Em 15 de outubro de 2017, a série começou a ser exibida na Netflix.
Em 30 de março de 2019, a Nikkan Sports anunciou que uma sequência da série original Tiger & Bunny está atualmente em produção. Em 2 de abril de 2020, a sequência foi anunciada intitulada de “Tiger & Bunny 2” . Os atores Hiroaki Hirata e Masakazu Morita estão retornando para fazerem as vozes originais de seus respectivos personagens. O anime está sendo produzido pelo estúdio Bandai Namco Pictures , com o diretor Mitsuko Kase substituindo o diretor Keiichi Satou. Os desenhos dos personagens serão criados pelo mangaká Masakazu Katsura.

### Mangá
Um mangá one-shot desenhado por Masakazu Katsura foi lançado na revista Shueisha 's Weekly Young Jump em 4 de agosto de 2011, seguido por um serializados série manga desenhados por Hiroshi Ueda, que começou a serialização em Miracle Ir revista em Outubro de 2011. O mangá, juntamente com uma antologia em quadrinhos de 4 painéis de vários artistas, foi licenciado na América do Norte pela Viz Media e foi lançado em 2013.
Um mangá one-shot desenhado por Masakazu Katsura foi lançado na revista Shueisha 's Weekly Young Jump em 4 de agosto de 2011, seguido por um serializados série manga desenhados por Hiroshi Ueda, que começou a serialização em Miracle Ir revista em Outubro de 2011. O mangá, juntamente com uma antologia em quadrinhos de 4 painéis de vários artistas, foi licenciado na América do Norte pela Viz Media e foi lançado em 2013.

### Jogos
Um jogo intitulado de Tiger & Bunny On Air Jack! (TIGER & BUNNY オンエアジャック！, Taigā Ando Banī On Ea Jyakku!), foi desenvolvido pela Namco Bandai Games para PlayStation Portátil e lançado em 20 de setembro de 2012. O jogo foi anunciado pelo produtor da Sunrise, Masayuki Ozaki, em 31 de julho de 2011. Um segundo jogo intitulado de Tiger & Bunny Heroes Day (TIGER&BUNNY～ヒーローズ デイ～, Taigā Ando Banī ~Hīrōzu Dei~), foi lançado pele D3 Publisher para PlayStation Portátil, para PlayStation Portátil.

## Marketing
Cada um dos heróis da série é patrocinado por empresas tanto fictícias, quanto da vida real. Os personagens principais possuem em suas armaduras, marcas de empresas da vida real como: Bandai, Amazon (divisão do Japão) e SoftBank.
Os demais heróis, são também patrocinados por marcas verdadeiras como: Ustream, Pizzaria Domino's e Pepsi, que ao longo do anime a Idol heroina, Blue Rose aparece anunciando o carro-chefe da marca, o refrigerante Pepsi NEXT. Os logotipos da empresa não são visíveis na adaptação do mangá nem nos episódios da Netflix.

## Recepção
No guia de pré-visualização da Primavera de 2011 da Anime News Network , Zac Bertschy atribuiu uma nota ao primeiro episódio 5 de 5. Ele afirma que estabeleceu uma premissa grande e inteligente de super-heróis com algumas reviravoltas. Ele também disse que o programa tem "o potencial de ser o tipo de sucesso que não vimos há muito tempo". Enquanto Theron Martin deu 4,5 de 5, ele credita Sunrise por seus excelentes projetos de heróis e animação CGI. Ele também afirmou que tinha a aparência de uma série de animação americana.
Tiger & Bunny: The Rising, arrecadou ¥130 milhões em seu fim de semana de abertura.
Em 2019 um artigo da Forbes, sobre o melhor anime da década de 2010 por Lauren Orsini, considerou ser um dos cinco melhores anime de 2011; ela escreveu: "Esta carta de amor para o gênero de super-heróis é uma pausa refrescante da franquia de super-heróis mais ousada da década, Os Vingadores".